# Mesoeurytoma sapana
Mesoeurytoma sapana är en stekelart som beskrevs av T.C. Narendran 1994. Mesoeurytoma sapana ingår i släktet Mesoeurytoma och familjen kragglanssteklar. Inga underarter finns listade i Catalogue of Life.